# 封州 (隋朝)
封州，隋朝时设置的州。
隋朝改成州为封州，大业年间，改为蒼梧郡。唐朝复为封州，下辖封川县、封兴县（644年废，今广东省封开县渔涝镇）、开建县、都城县（后属康州）、永固县（714年废）。天宝至德年间一度改为临封郡。土贡：银、鲛革、石斛。天宝三千九百户，一万一千八百二十七口。下辖二县：封川县（武德四年析置封兴县，后省封兴县）、开建县（武德四年置。北宋开宝五年，废入封川。六年，复置）。
北宋元丰时，二千七百七十九户。南宋绍兴七年（1137年），省封州，以所辖封川县、开建县隶德庆府。十年（1140年），复封州。元朝封州直隶湖广行省广东道。明朝洪武二年（1369年）三月，废封州，二县改属德庆州。
| 隋代行政区划变迁 | 隋代行政区划变迁 | 隋代行政区划变迁 | 隋代行政区划变迁 | 隋代行政区划变迁     | 隋代行政区划变迁 | 隋代行政区划变迁            |
| 区分             | 開皇元年         | 開皇元年         | 開皇元年         | 開皇元年             | 区划             | 大業三年                    |
| ---------------- | ---------------- | ---------------- | ---------------- | -------------------- | ---------------- | --------------------------- |
| 州               | 成州（封州）     | 成州（封州）     | 湘州             | 广州                 | 郡               | 蒼梧郡                      |
| 郡               | 梁信郡           | 蒼梧郡           | 臨賀郡           | 晋康郡               | 县               | 封川县 蒼梧县 封陽县 都城县 |
| 县               | 梁信县 封興县    | 广信县 寧新县    | 封陽县           | 都城县 晋化县 威城县 | 县               | 封川县 蒼梧县 封陽县 都城县 |

封州刺史
- 郭神会（620年）
- 甯道务（开元年间）
- 陈谏（815年—820年）
- 袁干（821年）
- 李宗闵（843年）
- 李邦昌（868年）
- 白鸿儒（874年）
- 刘谦（883年—894年）
- 刘隐（894年—896年）
- 苏章（903年）
- 宋真（唐末）